# Villa Il Pavone
Villa il Pavone è una villa di Siena, situata in via Enea Silvio Piccolomini 32, nel quartiere di Valli.

## Storia e descrizione
Nel 1825 Mario Bianchi Bandinelli chiamò l'architetto senese Agostino Fantastici per progettare un nuovo complesso comprendente villa, giardino e fabbriche annesse, al posto del preesistente Palazzo del Pavone, attribuito a Francesco di Giorgio. 
L'accesso alla villa avviene attraverso un cancello sorretto da due pilastri sormontati da sfingi, opera di Luigi Magi. 
Il piccolo fabbricato della villa, ampliato in tempi recenti, è a pianta quadrata e si sviluppa su due piani. Una breve scalinata introduce, sul fronte principale, ad un portico con colonne tuscaniche sormontata da una terrazza. A fianco del villino si trova una limonaia neoquattrocentesca in cotto, delimitata da alti semipilastri con capitelli corinzi. 
Il giardino di gusto romantico, uno dei primi costruiti nel territorio senese, costituisce un esempio rappresentativo per la sua unitarietà. Questo, posto di fronte alla villa e delimitato da un boschetto sul lato ovest, è attraversato da percorsi sinuosi dove si aprono vedute verso tre manufatti di pregevole fattura: una loggetta dorica con la funzione di Kaffeehaus che si affaccia sulla Via Cassia, una simbolica piramide-sepolcreto e una grotta-ipogeo. 
La grotta, che si affaccia su un laghetto, è costruita ad imitazione di un ipogeo etrusco in blocchi di tufo. All'interno due cunicoli scavati portano ad una sala rettangolare in mattoni, con volta a botte, in cui si apre lateralmente un altro vano. 
Attualmente la villa ospita una casa di cura per anziani ed è visitabile su richiesta.

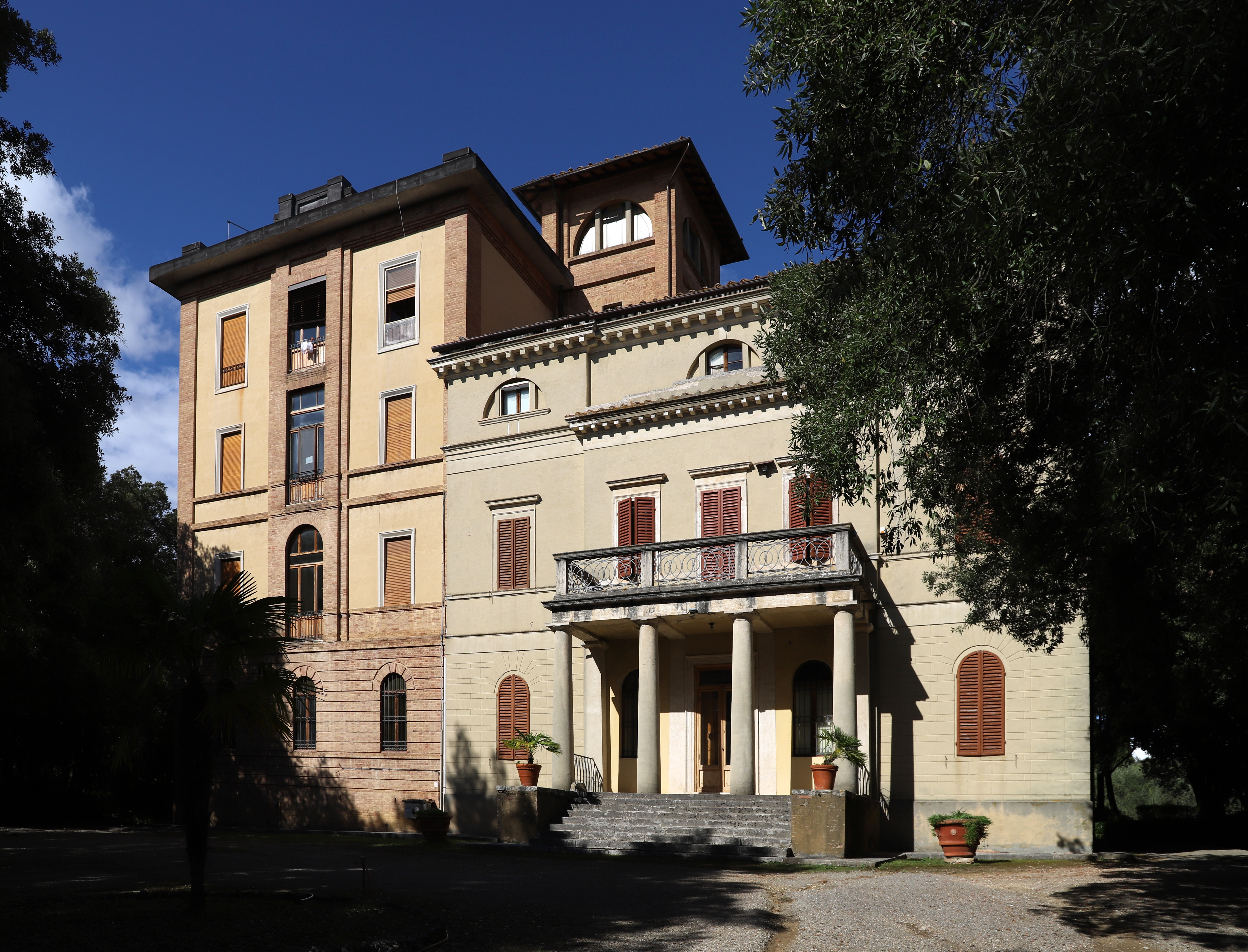
Loggetta sul giardino
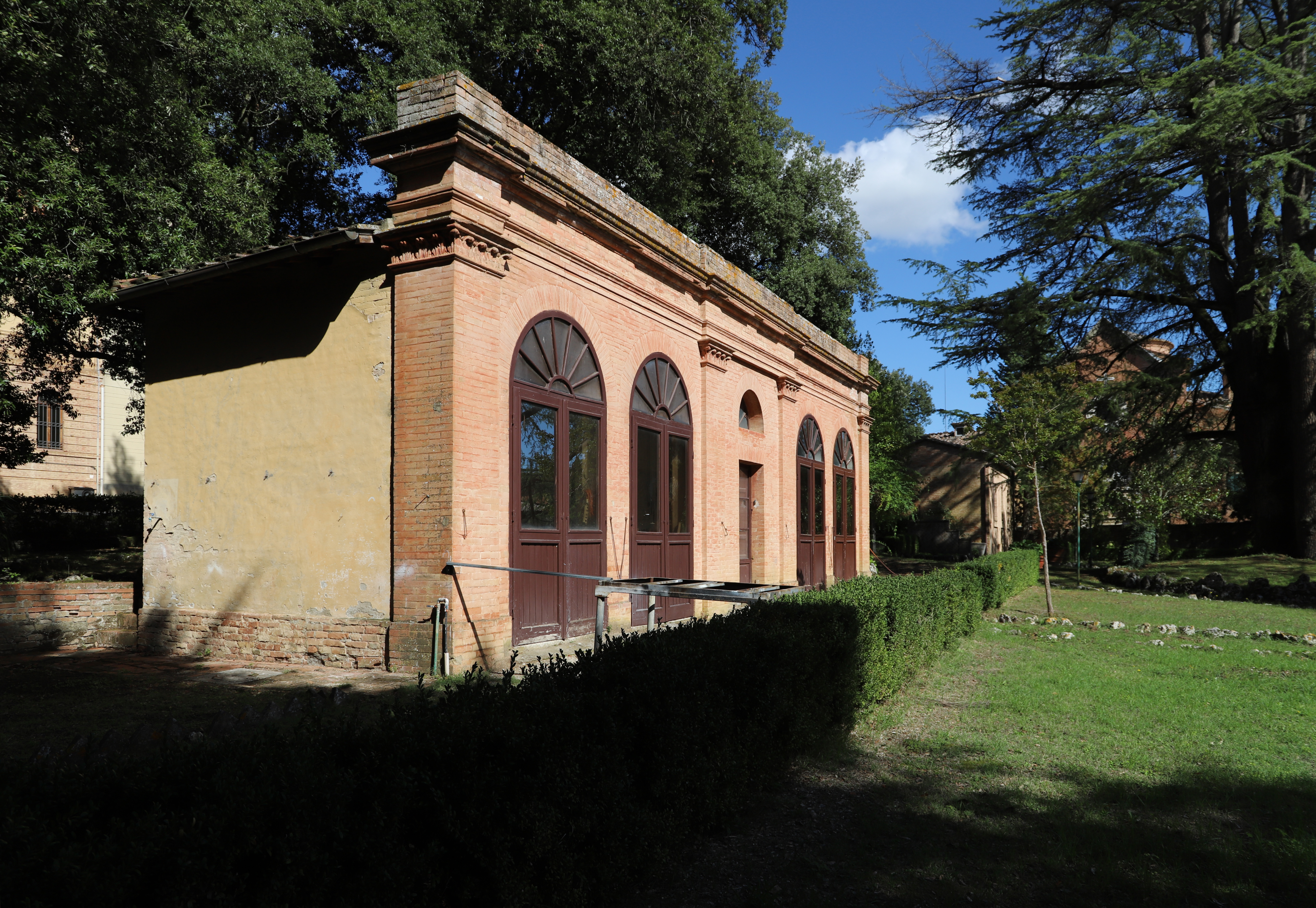
La limonaia
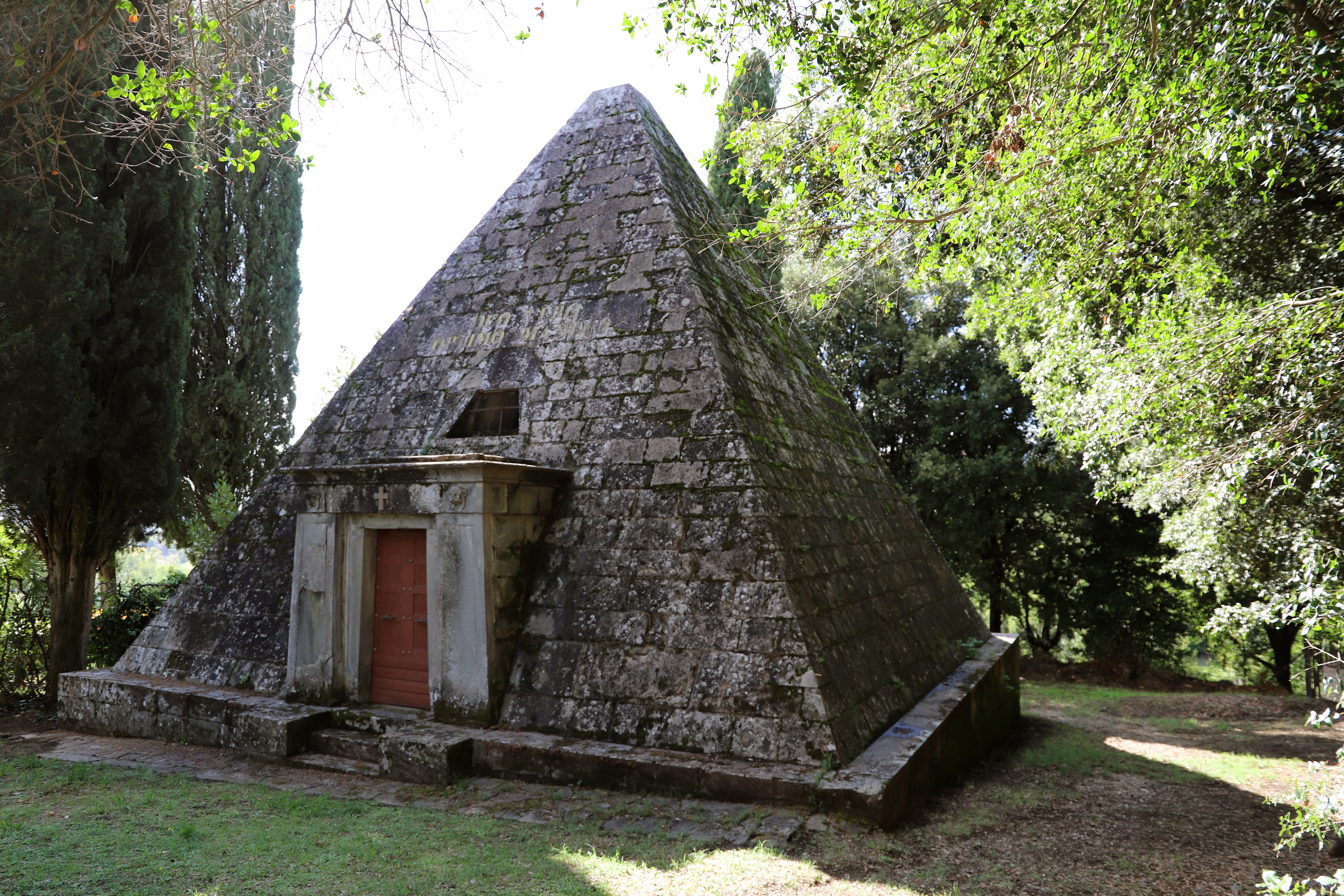
La piramide